# Naturisme (mouvement littéraire)
Pour les articles homonymes, voir Naturisme (homonymie).
Le naturisme est un mouvement littéraire et artistique fondé vers 1895 par Saint-Georges de Bouhélier et Maurice Le Blond, proclamant la mort du symbolisme et la naissance d'une poésie nouvelle fondée sur les valeurs de la nature, l'énergie vitale et la volonté de jouir. La vie, la santé, le « réel », la « renaissance » sont les thèmes essentiels de ce mouvement naturiste. En 1897 est créée La Revue naturiste. 

## Histoire du mouvement
Saint-Georges de Bouhélier et Maurice Le Blond (gendre de Zola) le lancent officiellement en publiant le 10 janvier 1897 dans Le Figaro un Manifeste naturiste,
L'aventure avait commencé en 1893 avec la fondation de la revue L’Assomption par Bouhélier, Le Blond et Emmanuel Signoret. Cette revue deviendra en 1894 Le Rêve et l’Idée, puis prendra en 1895 le titre de Documents sur le naturisme, et en mars 1897 La Revue naturiste.
En réaction contre l'abstraction et le mysticisme nébuleux des symbolistes, le naturisme prône un retour à la sensibilité immédiate et à la vie dans son quotidien et sa simplicité. Le naturisme semble une contraction, une simplification du naturalisme, en même temps qu'une réaction contre le symbolisme   En plus de Bouhélier et Le Blond, le groupe naturiste est constitué de Christian Beck, Michel Abadie, auxquels viendront se joindre Jean Viollis, Eugène Montfort, Georges Rency ou Maurice Magre. Des écrivains comme André Gide avec Les Nourritures terrestres, mais aussi Joachim Gasquet, Paul Fort et Francis Jammes, sans avoir adhéré explicitement à ce mouvement, peuvent être comptés parmi ses principaux représentants.
Le naturisme est issu du naturalisme d'Émile Zola et Saint-Georges de Bouhélier écrit, dans un livre de souvenirs paru en 1946, Le Printemps d'une génération, que c'est Zola lui-même qui l'a encouragé à écrire ce manifeste.

## Citation
« Nous chanterons les hautes fêtes de l'homme. Pour la splendeur de ce spectacle, les poètes convoqueront les plantes, les étoiles, les vents et les graves animaux. Une littérature naîtra qui glorifiera les marins, les laboureurs nés des entrailles du sol et les pasteurs qui habitent près des aigles. De nouveau, les poètes se mêleront aux tribus. » (Manifeste naturiste, 1897)